# Torymus interruptus
Torymus interruptus är en stekelart som beskrevs av Gijswijt 2000. Torymus interruptus ingår i släktet Torymus och familjen gallglanssteklar.
Artens utbredningsområde är Portugal. Inga underarter finns listade i Catalogue of Life.